# Heimstiftung Karlsruhe
Die Heimstiftung Karlsruhe, abgekürzt hsk, ist eine gemeinnützige, soziale Stiftung des öffentlichen Rechts mit Sitz in der baden-württembergischen Stadt Karlsruhe. Die hsk bietet Unterstützung, Betreuung und Hilfen im Alltag. Dabei konzentriert sie sich auf drei Bereich: "Pflege und Wohnen" für pflegebedürftig und/oder ältere Menschen, "Kinder- und Jugendhilfen" für Kinder, Jugendliche, junge Erwachsene und deren Familien und "Wohnen Leben Perspektiven" für Menschen unterschiedlichen Alters in Krisen oder anderen Notlagen.
Die Heimstiftung Karlsruhe ist nicht stiftend tätig, sondern unterstützt Menschen in und um Karlsruhe durch ihre vielfältigen Angebote.

## Geschichte und Entwicklung

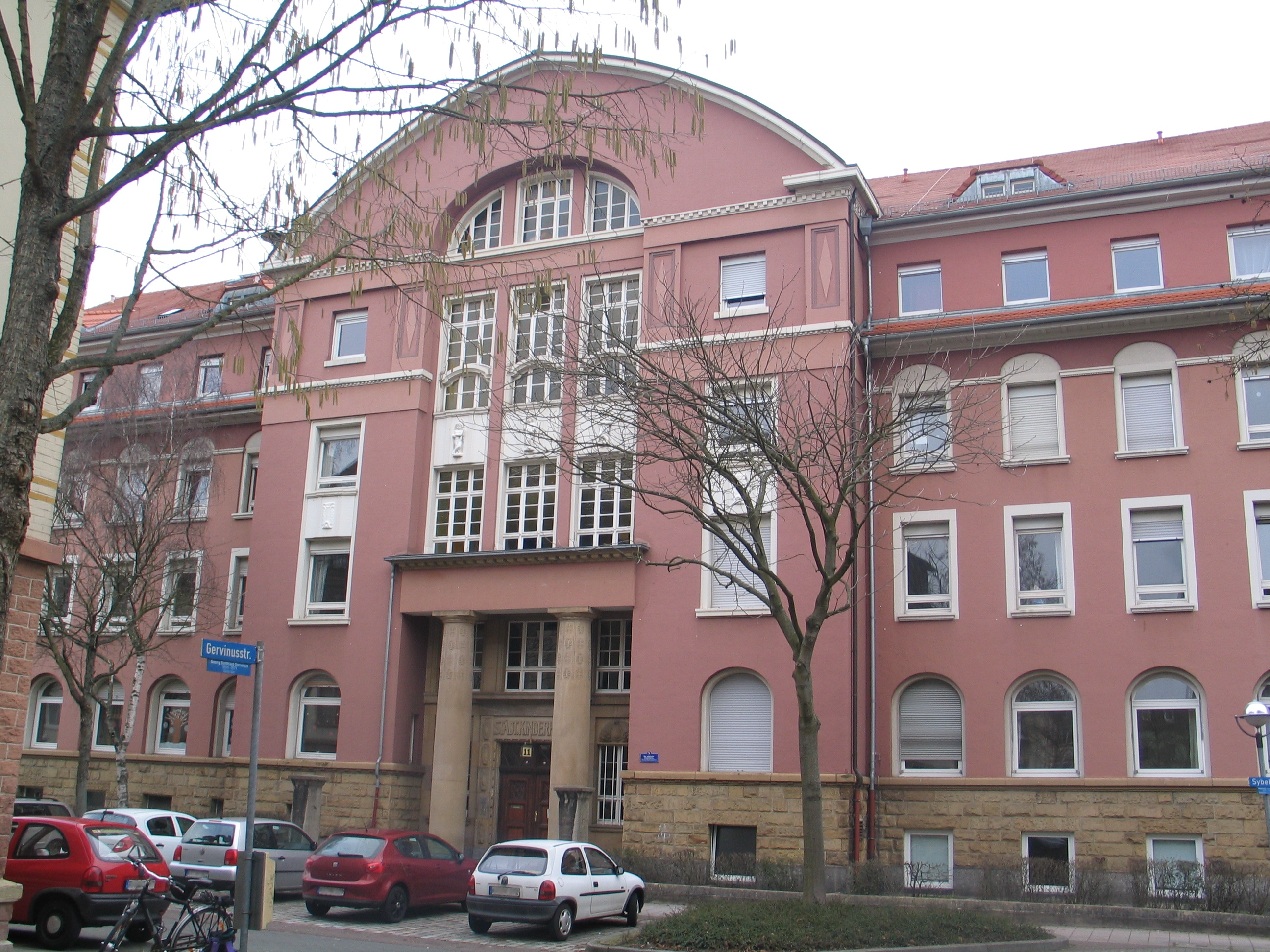
Sybelcentrum für Kinder- und Jugendhilfen der Heimstiftung Karlsruhe

Die Heimstiftung Karlsruhe (hsk) nahm am 1. Januar 1995 mit drei Einrichtungen ihre Geschäfte auf. Alle drei Einrichtungen waren zu der Zeit schon traditionsreiche und bekannte Einrichtungen in Karlsruhe. Die hsk startete mit den damaligen Einrichtungen Alten- und Pflegeheim Klosterweg in der Oststadt, dem Alten- und Pflegeheim Parkschlössle in Durlach und dem Kinder- und Jugendheim in der Südstadt. In den Jahren 1996 und 1997 wurden die Namen angepasst. Die Einrichtungen hießen jetzt Seniorenzentrum am Klosterweg, Seniorenzentrum Parkschlössle und Kinder- und Jugendhilfezentrum.
In den Jahren bis 2000 wurde die Anlaufstelle IGLU für junge Menschen auf Straße, ein Betreutes Wohnen im Seniorenzentrum am Klosterweg, die Augartenschule (ein Teil des Sybelcentrums) und der Psychologische Dienst eröffnet.
Wichtige Meilensteine im Jahr 2001 waren die Eröffnung der ambulante Pflege und die Eröffnung eines neuen Bereichs mit dem damaligen Namen Wohnungslosenhilfe, heute Wohnen Leben Perspektiven.
In den Jahren 2005 bis 2010 starteten die Arbeitsprojekte, das Seniorenzentrum Parkschlössle wurde saniert, die erste AJUMI-Gruppe (Aufnahmegruppe für minderjährige Ausländer) entstand und die Bereitschaftspflege. Außerdem wurde eine neue Pflegeeinrichtung, die Seniorenresidenz am Wetterbach, eröffnet sowie ein neues Angebot NOKU für wohnungslose, junge männliche Erwachsene unter 25 Jahren.
In den Jahren 2011 bis 2015 ergänzte JUNO, eine Notunterkunft für wohnungslose, junge weibliche Erwachsene unter 25 Jahren, die Sozialpädagogische Familienhilfe, die Wohngruppe Weitblick mit Außenstellen für Menschen mit psychischer Erkrankung und die Tagespflege am Klosterweg das Angebot.
2016 bis 2019 kam ein Stützpunkt der mobile Pflege Fidelitas in Grötzingen, ein Betreutes Jugendwohnen für ältere Jugendliche hinzu. Das Seniorenzentrum am Klosterweg schloss – dafür eröffnete Pflege und Wohnen Alte Mälzerei, eine Flexible Ambulante Erziehungshilfe sowie die Wohngruppe Passagehof mit Außenstellen kamen dazu.
In 2017 startete die Spendenkampagne "Keine kalten Füße". "In Karlsruhe verdienen alle Kinder und Jugendlichen gute Bildungschancen, Hilfe, Unterkunft und Schutz. Dafür steht auch das Sybelcentrum der Heimstiftung Karlsruhe in der Südstadt."  Für die Sanierung des Gebäudes wurde in den Jahren 2017 bis 2024 Gelder gesammelt.
Im August 2023 schloss die Tagespflege am Klosterweg in den Räumlichkeiten ist nun die mobile Pflege Fidelitas untergebracht.

### Namensänderungen/Anpassungen
(Quelle:)
1996
- Alten- und Pflegeheim Klosterweg – Seniorenzentrum am Klosterweg
- Alten- und Pflegeheim Parkschlössle – Seniorenzentrum Parkschlössle

1997
- Kinder- und Jugendheim – Kinder- und Jugendhilfezentrum

2008
- Heimstiftung Karlsruhe Ambulant – mobile Pflege Fidelitas

2017
- Kinder- und Jugendhilfezentrum – Sybelcentrum

2019
- Wohnungslosenhilfe – Wohnen Leben Perspektiven

2023
- Heimstiftung Karlsruhe erhält die offizielle Abkürzung hsk[13]

### Auszug aus der Geschichte
Die Geschichte des Sybelcentrums fängt lange vor der Heimstiftung Karlsruhe an. Hier ein Auszug aus der Geschichte. Im Jahr 1849 wurde in Karlsruhe das erste Waisenhaus errichtet. Da es schnell baufällig wurde, zog es 1898/99 in ein neues Gebäude um. Die bestehenden Einrichtungen waren aber schnell überfüllt, sodass die Waisen im Armenhaus untergebracht werden mussten, wo 1903 eine Erweiterung speziell für Kinder und Jugendliche gebaut wurde. Doch weil auch diese provisorische Einrichtung bald überbelegt war, wurde im September 1913 das städtische Kinder- und Säuglingsheim eröffnet, das von Friedrich Beichel geplant worden war. Das städtische Kinder- und Säuglingsheim wurde in der Bevölkerung auch Sybelheim genannt.
Das Kinderheim wurde bis zum Jahr 1953 von der „Waisenhausstiftung“ verwaltet. Am 18. Juni 1953 wurde diese als „rechtlich selbständige Stiftung“ aufgehoben und das Vermögen ging über in die „Vereinigte Stiftung zu Unterstützung von Armen und bedürftigen Witwen, Waisen und Kranken“. Am 1. Januar 1995 nahm die heutige Heimstiftung Karlsruhe ihren Betrieb auf und übernahm den Betrieb des Kinderheims. 1995 wurde das Kinderheim in Kinder- und Jugendhilfezentrum umbenannt, da die Angebote weit über die eines Kinderheimes hinausgehen. Ab November 2017 änderte das Kinder- und Jugendhilfezentrum seinen Namen ein weiteres Mal in Sybelcentrum.  Heute bietet das Sybelcentrum verschiedene Wohngruppen (stationär), Tagesgruppen (teilstationär) sowie andere ambulante Angebote an.
Seit 1962 bestand eine Patenschaft zwischen dem Sybelcentrum (ehemals Kinder- und Jugendhilfezentrum) und der Fregatte Karlsruhe. Die Patenschaft endete Mitte 2017 mit der Auflösung der Fregatte Karlsruhe.

## Einrichtungen und Angebote
- Altenhilfeeinrichtungen: Pflege und Wohnen Alte Mälzerei, Seniorenzentrum Parkschlössle, Seniorenresidenz am Wetterbach, Mobile Pflege Fidelitas, Betreutes Wohnen[3]
- Kinder- und Jugendhilfeeinrichtung das Sybelcentrum[21](insgesamt ca. 170 Plätze): 2 Aufnahmegruppen, 3 Wohngruppen/Familiengruppen, Jugendgruppe, Verselbstständigungsgruppe, 8 Tagesgruppen, betreutes Wohnen, Bereitschaftspflege, Augartenschule sonderpädagogisches Bildungs- und Beratungszentrum  mit dem Förderschwerpunkt emotionale und soziale Entwicklung (Grundschule, Förderschule, Werkrealschule, SBBZ ESENT), Soziale Gruppenarbeit an Schulen (SGA), Ambulante Erziehungshilfe, Psychologischer Dienst
- Wohnen Leben Perspektiven: Wohngruppe Adler & Außenstellen, Wohngruppe Weitblick & Außenstellen, Wohngruppe Passagehof & Außenstellen, Langzeitwohnbereich, Arbeitsprojekte, IGLU[22] Anlaufstelle für junge Menschen ohne Zuhause, NOKU und JUNO[5]